# Llac Owel
El llac Owel (Irlandès: Loch Uail) és un llac que es troba a les Midlands d'Irlanda, al nord de Mullingar, la capital del comtat de Westmeath. Té una profunditat màxima de 21 metres. L'aigua del Lough Owel alimenta el canal reial, un canal que travessa Irlanda des de Dublín fins al riu Shannon.